# Мигаєве
Мигаєве — селище в Україні, у Новоборисівській сільській громаді Роздільнянського району Одеської області. Населення становить 260 осіб.
16 травня 1964 р. с-ще Мигаї Мигаївської сільради перейменоване на с-ще Мигаєве.
До 17 липня 2020 року було підпорядковане Великомихайлівському району, який був ліквідований.

## Населення
Згідно з переписом 1989 року населення села становило 264 особи, з яких 127 чоловіків та 137 жінок.
За переписом населення 2001 року в селищі мешкало 259 осіб.

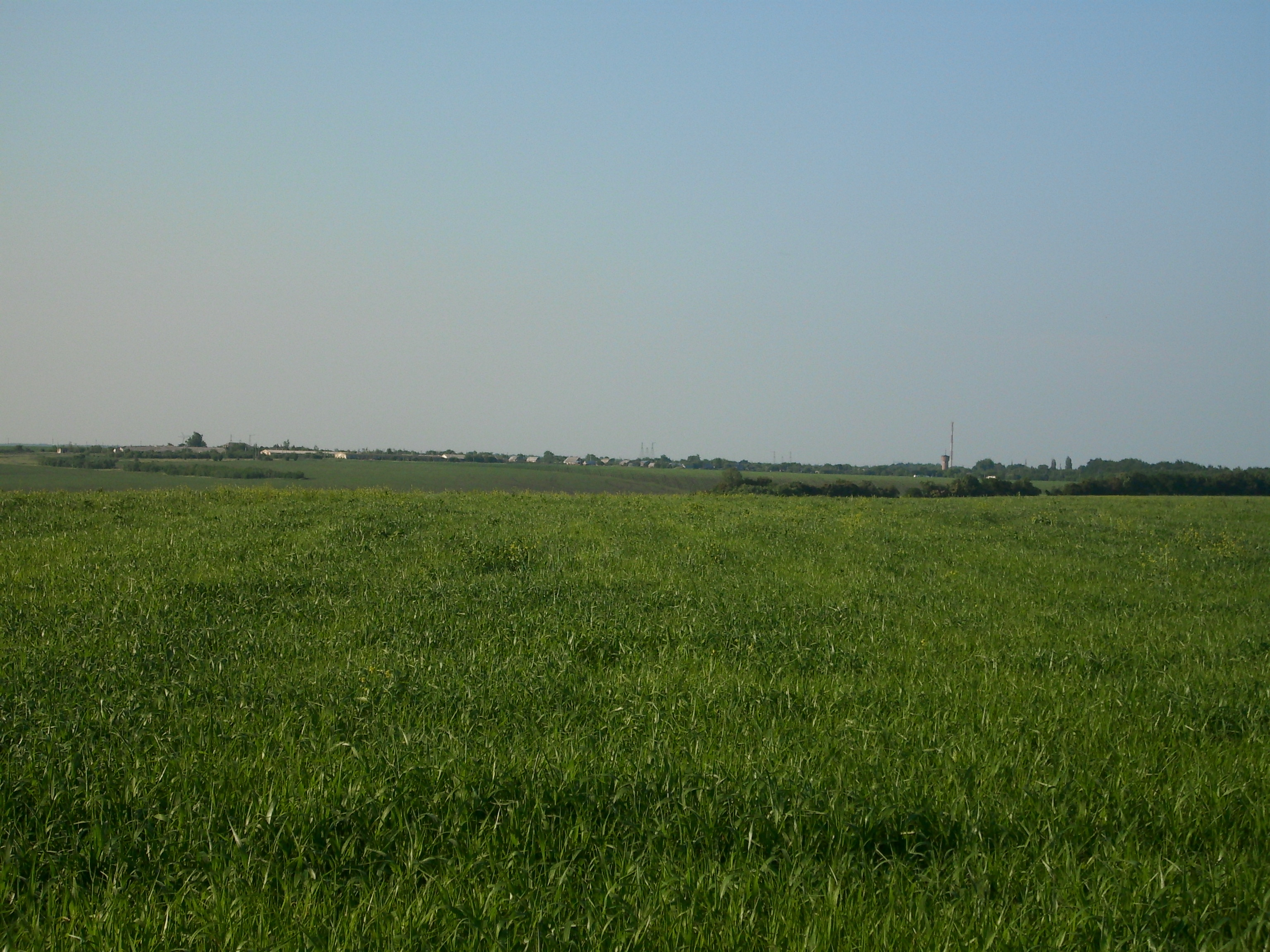
Вид на селище з боку Степанівської сільської громади

### Мова
Розподіл населення за рідною мовою за даними перепису 2001 року:
| Мова       | Чисельність | Відсоток |
| ---------- | ----------- | -------- |
| українська | 218         | 83,85%   |
| російська  | 26          | 10,00%   |
| румунська  | 7           | 2,69%    |
| болгарська | 6           | 2,31%    |
| білоруська | 2           | 0,77%    |
| інші       | 1           | 0,38%    |
| Усього     | 260         | 100%     |

## Відомі мешканці

### Уродженці
- Акімов Василь Йосифович — професор, завідувач кафедри загальної хірургії педіатричного і санітарно-гігієнічного факультетів Львівського державного медичного інституту.